# Comerç internacional
El comerç internacional és l'intercanvi de béns i serveis a través de les fronteres o territoris internacionals. Encara que el comerç internacional ha estat present al llarg de la història, la seva importància econòmica, social i política ha crescut els últims segles. La industrialització, els mitjans de transportació avançats, la globalització, el naixement de les corporacions multinacionals i la subcontractació, han tingut un impacte molt important en la manera en què es realitza i en el seu efecte no només sobre l'economia, sinó sobre la cultura i la societat que en participa. En un sentit econòmic, l'obertura comercial és la definició teòrica del terme neoliberalisme, i l'increment del comerç, del terme globalització. L'economia internacional, és una branca de l'economia que estudia el comerç i les finances internacionals.

## Teoria del comerç internacional
El comerç internacional ha estat estudiat matemàticament des del segle xix. Aquest són alguns models que han sorgit en l'economia internacional:

### Model de l'avantatge absolut d'Adam Smith
La teoria clàssica del comerç internacional té les seves arrels en l'obra La riquesa de les nacions d'Adam Smith, aquest pensava que les mercaderies havien de produir-se en el país on el cost de producció (que en el marc de la seva teoria del valor-treball es valora en treball) fos més baix i des d'allí exportar-les a la resta de països. Defensava un comerç lliure i sense traves per a assolir i dinamitzar el procés de creixement, era partidari del comerç basat en l'avantatge absolut i creia en la mobilitat internacional dels factors productius. Segons les seves teories l'avantatge absolut la tenen aquells països que són capaços de produir un bé utilitzant menys factors productius que altres, i per tant, amb un cost de producció inferior.

### Model de Ricardo
El model de comerç internacional de David Ricardo, proposat el segle xix, es basa en el concepte de l'avantatge comparatiu, potser, el concepte més important de la teoria del comerç internacional. Basat en el cost d'oportunitat (el pendent de la corba de la frontera de possibilitats de la producció), el model de Ricardo estableix que encara que no tots els països tinguin avantatges absoluts, tots els països tenen avantatges comparatius, i prediu que els països s'especialitzaran en els productes dels quals en tenen. El model de Ricardo, però, no considera directament la proporció dels factors de producció que posseïxen els diferents països, és a dir, la quantitat relativa de mà d'obra i capital a cada país. Atès que el model es basa en l'avantatge comparatiu, aquest model en particular explica per què existeix el comerç entre països amb diferent grandària i diferent productivitat (és a dir, explica perquè existeix el comerç entre països desenvolupats i els països en vies de desenvolupament), ja que dos països amb condicions idèntiques no aconseguirien cap avantatge del comerç. Cal esmentar que la "pitjor" solució que prediu el model és zero guanys, mai cap país no tindrà pèrdues.

### El model Hecksher-Ohlin
El model de Hecksher-Ohlin va ser una alternativa i/o millora del Model de Ricardo d'avantatge comparatiu. És un model més complex, però amb major poder predictiu. El model argumenta que el patró de comerç internacional és determinat per les diferències en la dotació dels factors de producció dels que en disposa un país. Prediu que els països exportaran aquells béns que fan ús intensiu del factor de producció local abundant i importaran els béns dels quals el factor de producció hi és escàs. Aquest model prediu que si dos països participen del comerç el sector industrial del país del qual el factor de producció és abundant es beneficiarà mentre que el sector industrial del qual el factor de producció és escàs serà danyat pel comerç, encara que en suma, ambdós països se'n beneficiaran.

### Model de les economies d'escala
El model de les economies d'escala és una alternativa al model de David Ricardo, que estableix que el comerç internacional també es realitza per tal d'aprofitar-se de les economies d'escala. Dos països amb característiques idèntiques, poden participar del comerç i beneficiar-se'n. Cada país pot especialitzar-se en un producte (qualsevol producte, atès que per suposició, les característiques de productivitat són les mateixes), i per les economies d'escala, tots dos produiran més dels dos productes que no pas en autarquia (i.e. sense comerç). Aquest model explica perquè existeix el comerç entre nacions desenvolupades.

## Política comercial

### Eines de la política comercial
Els governs tenen diferents eines per controlar el comerç que realitzen amb la resta del món. Econòmicament aquestes eines representen alteracions a l'equilibri de mercat i, per tant, creen ineficiències (reduint l'excedent del consumidor o l'excedent del productor; o creant una situació d'escassetat per l'excés d'oferta o demanda):
- tarifes ad valorem: són tarifes percentuals sobre el preu del producte que s'importa
- tarifes específiques: un impost específic per cada unitat que s'importa
- quotes d'importació: limitacions en la quantitat d'importacions
- restriccions a les exportacions: limitacions en la quantitat d'exportacions (usualment en resposta a la petició d'un altre país)

### Acord internacional
El segle xix va ser un segle de comerç internacional obert amb una gran mobilitat d'un dels factors de producció més importants la mà d'obra (i.e. immigració, principalment europea al continent americà). El Regne Unit va ser un dels grans promotors del lliure comerç durant aquesta època. Després de la Primera Guerra Mundial, però, començant pels Estats Units, la majoria de les economies del món van tancar-se al comerç implementant tarifes històricament altes, reduint el comerç mundial un 75% en tres anys. Aquestes polítiques van agreujar els efectes de la Gran Depressió mundial.
Després de la Segona Guerra Mundial, per tal d'evitar els errors del passat, i per motivar el creixement i re-construcció econòmica d'Europa, es va proposar la creació de tres institucions mundials: el Banc Mundial, el Fons Monetari Internacional i l'Organització Internacional de Comerç, per tal de fomentar el comerç internacional per mitjà d'acords bilaterals i multilaterals i la reducció i eventual eliminació de totes les tarifes i restriccions a la importació de béns. El Banc i el Fons es van crear el 1945, però l'Organització Internacional de Comerç va rebre una forta oposició del Senat nord-americà. Per tant, aquesta proposta va quedar reduïda a la signatura d'un acord per regular el comerç internacional: l'Acord General de Tarifes i Comerç o GATT per les seves sigles en anglès. Els acords comercials del GATT (1947) es van realitzar per mitjà de girs en què dos països estableixen tarifes per l'intercanvi comercial, però, les tarifes que acorden s'estenen a la resta dels membres sota el concepte de «nacions més afavorides» (MFN, per les seves sigles en anglès). Un dels temes més controvertibles de les negociacions comercials és el comerç dels productes agrícoles, atès que la Unió Europea i els Estats Units mantenen subsidis molt elevats en aquest sector, als quals s'oposen els països en via de desenvolupament que no tenen els recursos per subsidiar llur sector agrícola.
Va ser la dècada de 1990 quan les condicions polítiques mundials van permetre la creació d'una institució mundial per regular el comerç. El 1995 els signataris del GATT van acordar la creació de l'Organització Mundial de Comerç. També en aquesta època van proliferar els acords comercials preferencials i els acords de lliure comerç, els més importants en serien el NAFTA, el Mercosur, i, per descomptat, l'evolució de la Comunitat Econòmica Europea cap a la Unió Europea. Alguns governs americans proposen la creació d'una Àrea de Lliure Comerç de les Amèriques, que ha rebut, però, una forta oposició de diversos països llatinoamericans, principalment de Veneçuela i de l'Argentina.
Davant el creixement de la producció de serveis, la dècada de 1990 es va signar l'Acord General de Tarifes en els Serveis o GATS per les seves sigles en anglès. Els reptes de les negociacions comercials, avui dia, es concentren en el comerç no tangible: serveis i propietat intel·lectual, així com en la reducció dels subsidis agrícoles de les nacions desenvolupades, per permetre un comerç més just amb els països en vies de desenvolupament.